# Waly
Waly település Franciaországban, Meuse megyében. Lakosainak száma 57 fő (2022. január 1.). Waly Autrécourt-sur-Aire, Beaulieu-en-Argonne, Foucaucourt-sur-Thabas és Lavoye községekkel határos.

## Népesség
A település népessége az elmúlt években az alábbi módon változott:
| Lakosok száma | 98   | 60   | 66   | 58   | 61   | 61   | 60   | 59   | 57   | 57   |
|               | 1968 | 1982 | 1990 | 2006 | 2013 | 2015 | 2017 | 2019 | 2020 | 2022 |